# Cephalocereus tetetzo
Cephalocereus tetetzo conocido comúnmente como cardón, higos de teteche y teteche, es una especie de planta suculenta perteneciente al género Cephalocereus, dentro de la familia Cactaceae. Es endémica de México.  

## Descripción

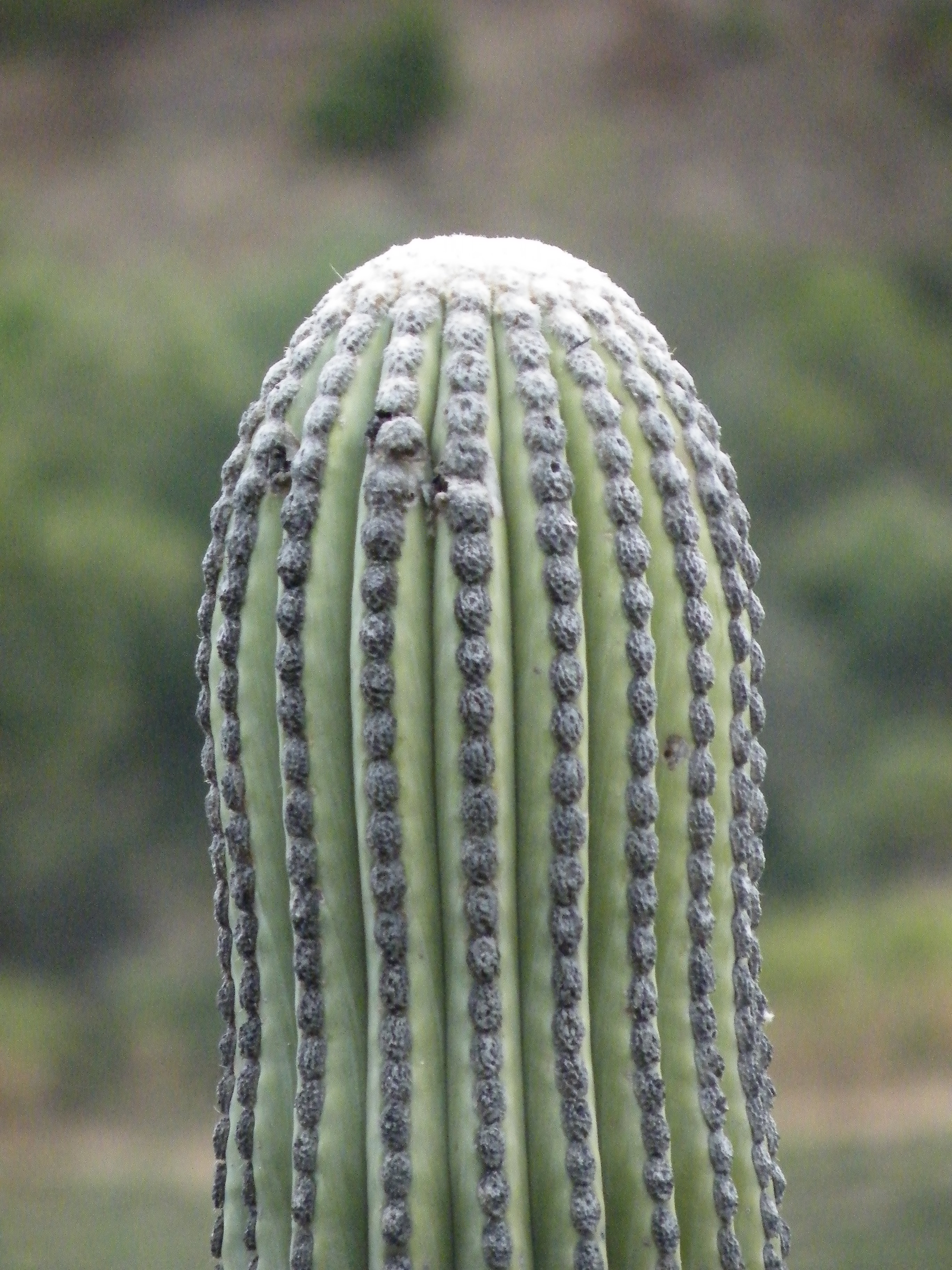
Detalle del tallo

Cephalocereus tetetzo es una especie de cactus columnar con la mayoría de los tallos ramificados. Alcanza una altura de hasta 15 m y forma un tronco de hasta 70 cm de diámetro.
Los tallos son de color verde grisáceo y cada uno puede llegar a medir de 8 a 12 m de largo, con un diámetro de 18 a 30 cm. Presentan de 15 a 20 costillas romas ligeramente redondeadas, sobre las que se asientan las areolas. En ellas se suele encontrar una única espina central de color negruzco y que mide hasta 5 cm de largo. También hay de 8 a 13 espinas marginales de color negruzco y miden de 1 a 2 cm de largo.
Las flores tienen forma de campana o embudo y aparecen cerca de las puntas de los tallos. Se abren por las noches, son de color blanquecino y miden de 5 a 6 cm de largo. Su pericarpelo y tubo floral están cubiertos de tubérculos, escamas, lana y pelos. Los frutos son de color verde, tienen forma de huevo, miden hasta 4 cm de largo y tienen espinas.

## Distribución y hábitat
El área de distribución nativa de esta especie es México (concretamente en los estados de Puebla y  Oaxaca) y crece principalmente en biomas desérticos o de matorrales secos.

## Taxonomía
La primera descripción de esta especie fue como Cereus tetetzo, publicada en 1896 por los botánicos Frédéric Albert Constantin Weber y John Merle Coulter en la revista científica Contributions from the United States National Herbarium 3: 409.
Más tarde, el botánico francés Léon Diguet trasladó la especie al género Cephalocereus, por lo que pasó a llamarse Cephalocereus tetetzo. Registró estos cambios en la revista científica Archives of Natural History 4: 370, publicada en 1928.
Etimología
- Cephalocereus: nombre genérico que deriva de la palabra griega kephalē (que significa 'cabeza', en alusión a la estructura lanosa llamada cefalio donde nacen sus flores), y la palabra latina cereus (que se traduce como 'vela' o 'cirio'), haciendo alusión a su forma alargada perfectamente recta. También puede hacer referencia al género Cereus, por lo que se traduciría como 'cereus con cabeza o cefalio'.[5]
- tetetzo: epíteto específico que proviene del náhuatl, una lengua indígena de México, y es el nombre que utilizan para referirse a las plantas de esta especie.[6]

## Estado de conservación
En la Lista Roja de Especies Amenazadas de la UICN, la especie está clasificada como de “Preocupación Menor (LC)”.

## Usos
Se cultiva principalmente como planta ornamental y su propagación se realiza normalmente a través de esquejes o semillas

## Galería

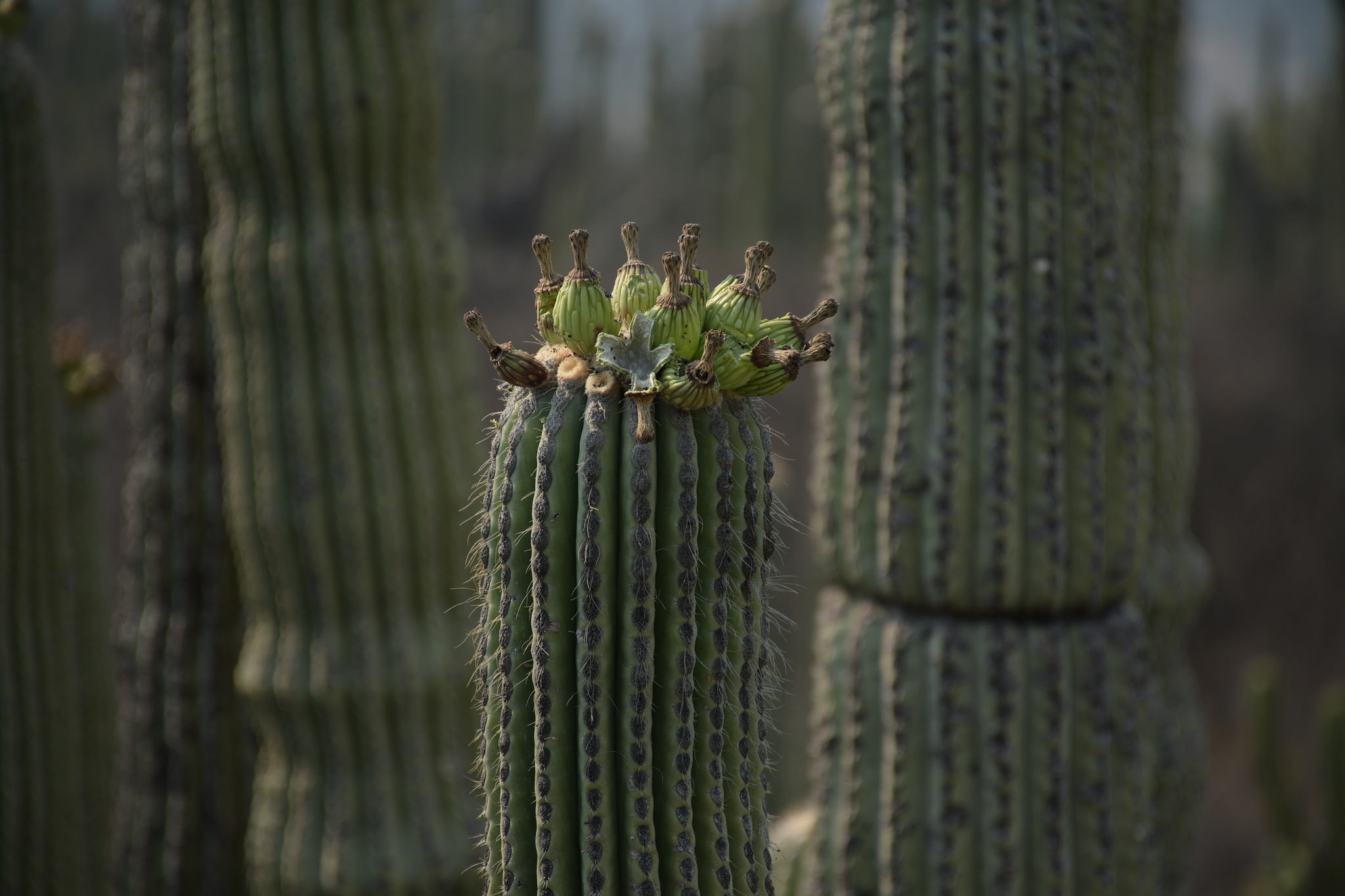
Detalle del fruto
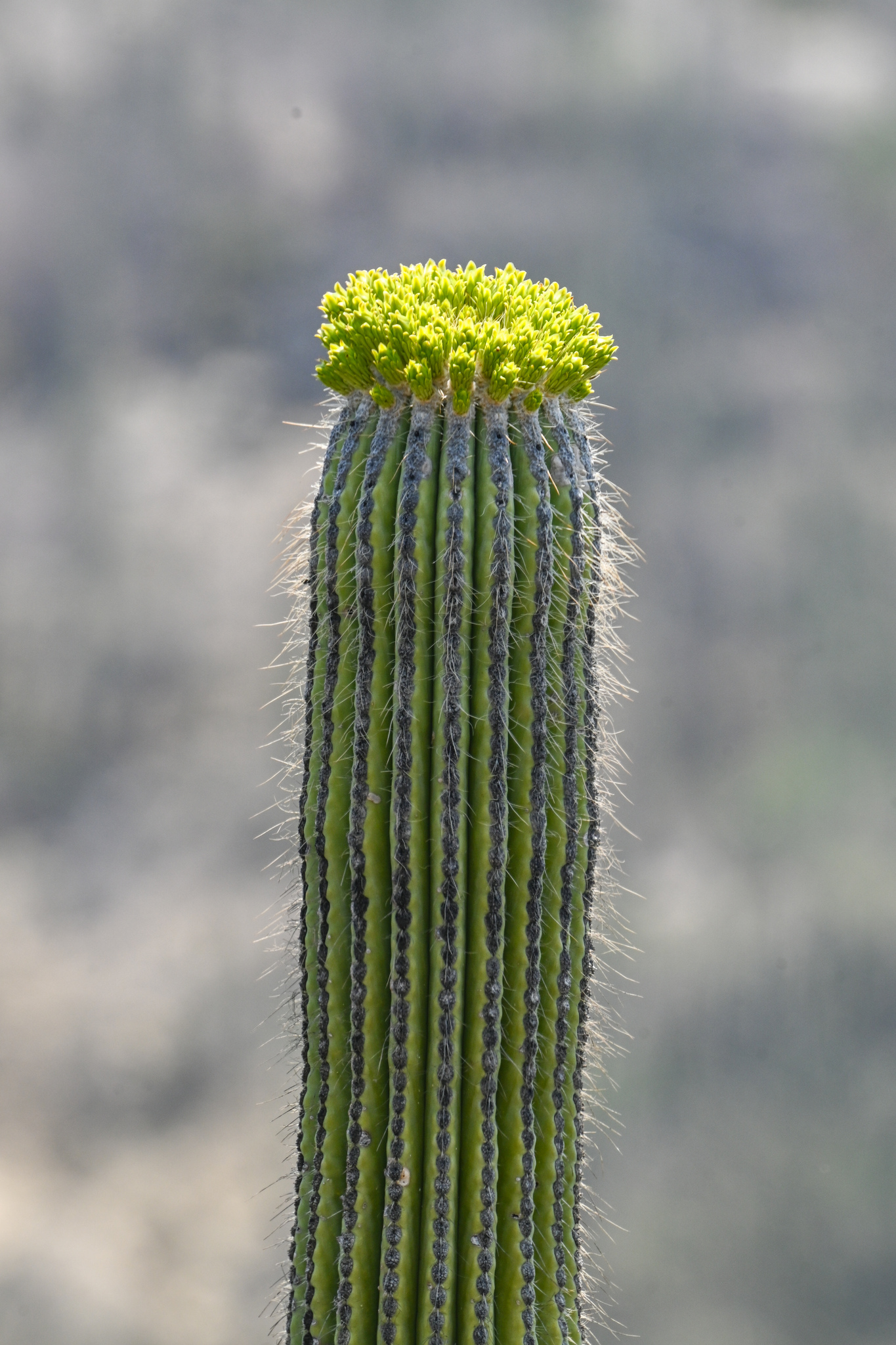
Detalle de las flores
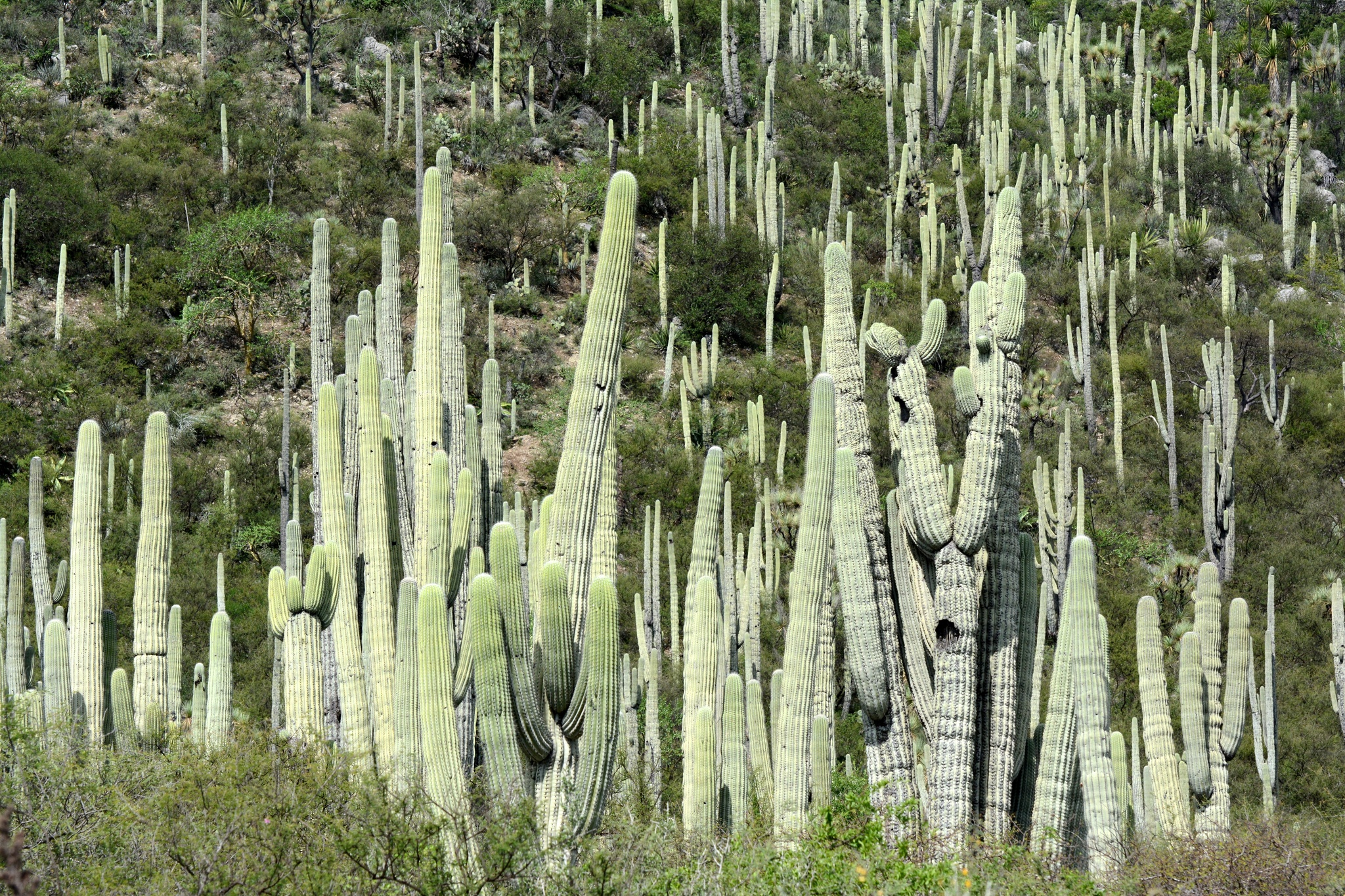
Plantas en su hábitat
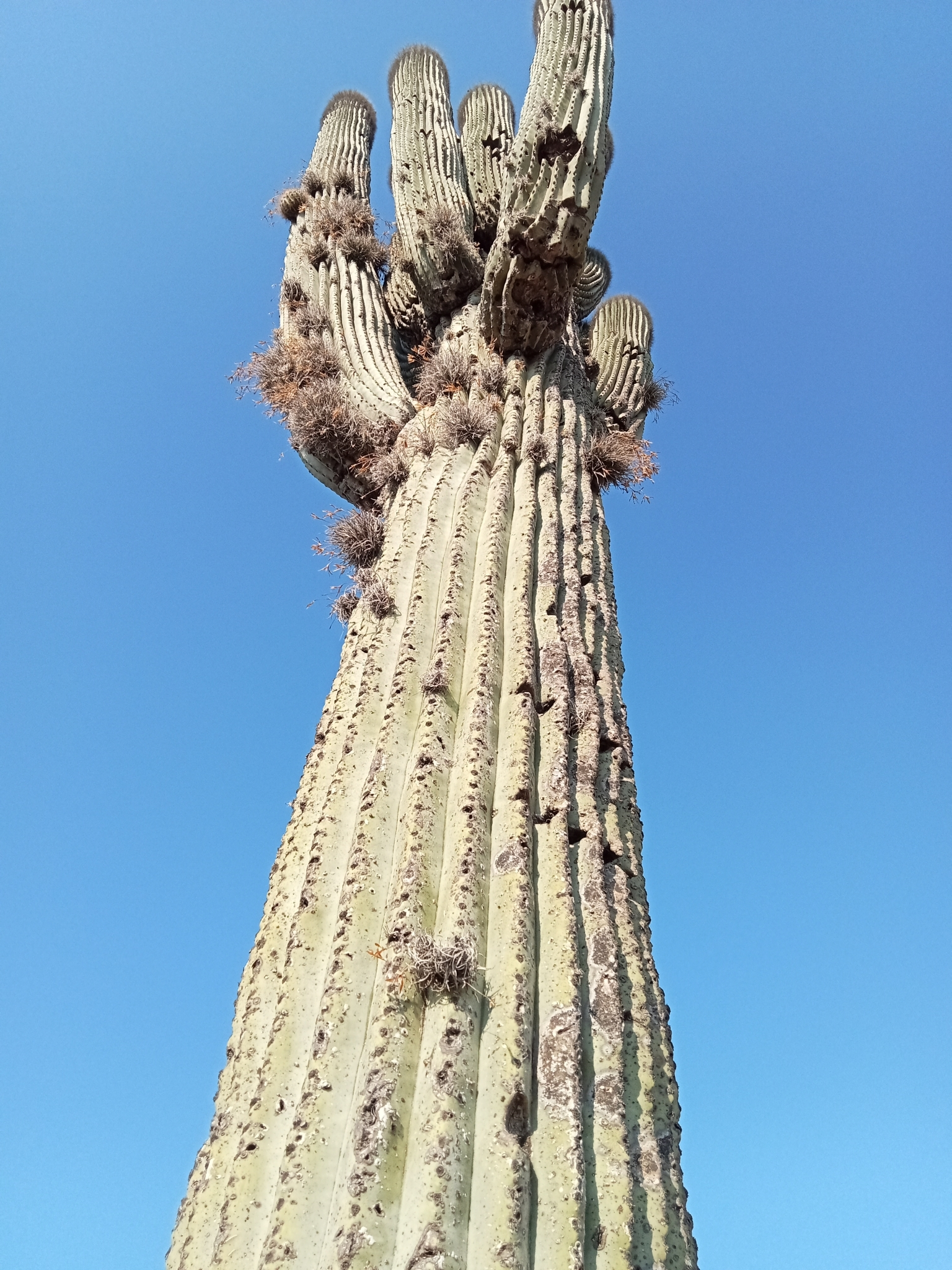
Detalle del tronco
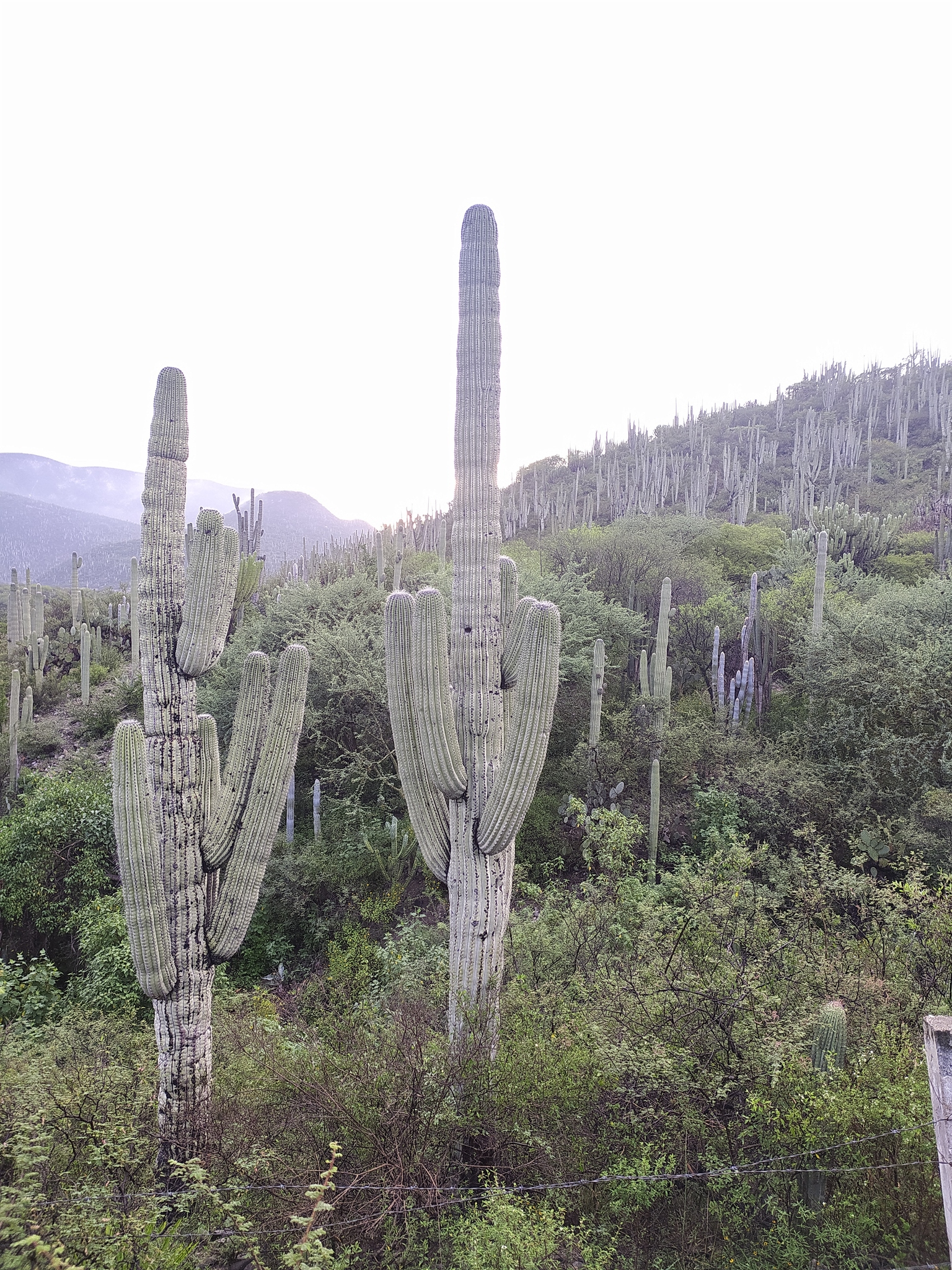
Porte de la planta